# Смена-19
Сме́на-19 — шкальный советский фотоаппарат выпускавшийся объединением ЛОМО с 1985 по 1989 год.
Фотоаппарат «Смена-19» (также как и следующая модель «Смена-20») являлся рестайлинговой модификацией фотоаппарата «Смена-Символ», отличался только изменённым внешним видом. Конструктивных отличий не имел.
В СССР по сравнению со «Сменой-Символ» мало распространён, производился преимущественно на экспорт.

## Технические характеристики
- Объектив — Триплет «Т-43-1» 4/40 (три линзы в трёх компонентах), несменный, просветлённый. Угол поля зрения объектива — 55°. Диафрагма ирисовая. Резьба под светофильтр М35,5×0,5.
- Доступные значения диафрагм — от f/4 до f/16.
- Затвор — центральный, залинзовый, отрабатываемые выдержки — 1/15, 1/30, 1/60, 1/125, 1/250 и «В». Взвод затвора курком, совмещён с перемоткой плёнки.
- Тип применяемого фотоматериала — фотоплёнка типа 135 в кассетах. Размер кадра — 24×36 мм.
- Корпус — пластмассовый, с открывающейся задней стенкой. Приёмная катушка несъёмная. Съёмка в пустую кассету невозможна. Счётчик кадров автоматически сбрасывается при открывании задней стенки.
- Для упрощения выбора экспозиции каждое значение выдержки обозначено символом погоды, а каждое значение диафрагмы — значением светочувствительности фотоплёнки. Таким образом, не имея ни экспонометра, ни опыта, можно установить сочетание выдержки и диафрагмы, примерно соответствующие условиям освещённости (хотя и не оптимальные в других отношениях).
- На шкале расстояний, кроме метровых меток, нанесены символы «Портрет», «Групповой портрет», «Пейзаж».
- Видоискатель оптический параллаксный.